# Paola Espinosa
Pour les articles homonymes, voir Espinosa.
Paola Espinosa Sánchez (née le 31 juillet 1986 à La Paz) est une plongeuse mexicaine qui a concouru à deux Olympiades. 

## Biographie
À Athènes en 2004, elle obtient la douzième place en saut individuel à 10 m et la cinquième place en sauts synchronisés. Le 8 août 2008, elle porte le drapeau lors de la cérémonie d'ouverture des Jeux olympiques de 2008 dans le Stade national de Pékin. Le 12 août 2008 elle remporte la médaille de bronze avec un score de 330,06 à l'épreuve synchronisée tremplin 10 mètres au côté de Tatiana Ortiz.
L'année suivante, elle remporte la médaille d'or du plongeon individuel de haut vol à 10 m, devançant la championne olympique en titre Chen Ruolin, aux Championnats du monde 2009.

## Palmarès

### Jeux olympiques
- Jeux olympiques de 2008 à Pékin (Chine) :
  -  Médaille de bronze au plongeon synchronisé à 10 m (avec Tatiana Ortiz).
- Jeux olympiques de 2012 à Londres (Royaume-Uni) :
  -  Médaille d'argent au plongeon synchronisé à 10 m (avec Alejandra Orozco).

### Championnats du monde
- Championnats du monde de 2009 à Rome (Italie) :
  -  Médaille d'or au plongeon à 10 m.
- Championnats du monde de 2011 à Shanghai (Chine) :
  -  Médaille de bronze au plongeon à 10 m.